# Peromato

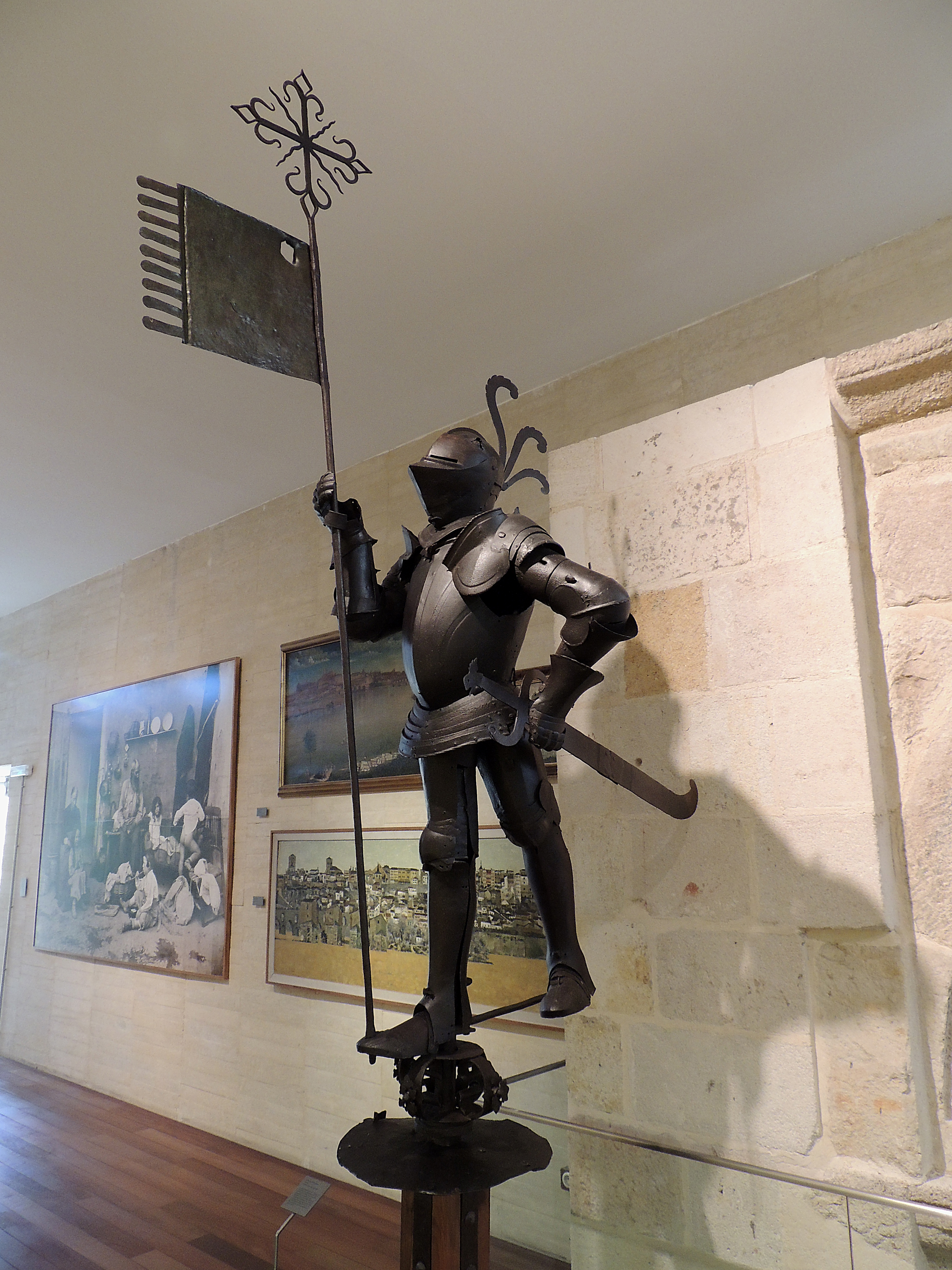
Veleta de "El Peromato"

La Seña Bermeja, símbolo de la ciudad de Zamora

El Peromato (también denominado Pero Mato y antiguamente Pero Moto) es una especie de veleta ubicada originalmente en lo alto de la torre de iglesia de San Juan Bautista (en la plaza Mayor de Zamora). La veleta con forma de caballero vestido de armadura medieval y erguido que tiene una bandera con la Seña Bermeja en su mano derecha. Sobre el origen de esta veleta y los motivos de su colocación no hay noticias fiables. Una de las explicaciones más fiables menciona la similitud con la denominación de la veleta ubicada en el punto más alto de la Catedral de Astorga que se denomina Pedro Mato. Una réplica fue emplazada en su lugar en 1987, exponiéndose el original en el Museo Provincial de Zamora. El peromato es una de las veletas emblemáticas de la ciudad de Zamora.

## Historia
La iglesia de San Juan Bautista, situada en el costado occidental de la plaza Mayor, fue edificada en la segunda mitad del siglo XII y parte de la centuria siguiente, junto a la denominada Porta Nova. Por esta razón se denominaba iglesia de la Puerta Nova, justo enfrente del Ayuntamiento Viejo. Se sabe que los "Peramatos" eran una familia gallega que se instaló en Zamora. Pero, no hay evidencias de que su establecimiento en la ciudad diera origen a esta veleta. En algunas biografías de museos españoles se menciona que es obra del siglo XVI del cerrajero Pedro de Sepúlveda con restos de varias piezas de varias armaduras.
Una de las primeras referencias documentadas al Peromato se realiza en 1678 cuando el Regimiento de Zamora paga 320 reales en factura al espadero Alfonso de Villafañe para que limpiase y dorase la estatua. Esta idea está en contradicción con la voz popular que explica que puede provenir su denominación del Pedro Mato, arriero maragato que suministraba vino y aceite a los habitantes de Astorga sitiados en la ciudad por las tropas francesas durante la Guerra de la Independencia. Mientras que otras fuentes la mencionan que fue baleada por los franceses en su ocupación de la ciudad de Zamora. Otras referencias mencionan que esta veleta maragata data del siglo XVIII. Se sabe que en 1825 se pintó de negro para cubrir el óxido que la cubría, en otra ocasión dentro del mismo siglo se bajó de la torre para repararla y en 1888 fue expuesta en la plaza Mayor durante 15 días.
En algunas ocasiones se ha mencionado también que es un símbolo de los abundantes arrieros maragatos que recorrían la provincia transportando productos a los mercados zamoranos (opinión de George Borrow). Su similitud con la denominación Mara-gato que finaliza en Pero-Mato ha sido mencionada por algunos estudiosos. Conviene mencionar que es costumbre de algunas poblaciones leonesas poner algunos de estos muñecos en sitios, como lo es "Colasa y Juan Zancuda" del Ayuntamiento de Astorga, y el maragato en la iglesia de San Pedro de Boñar. 
|                                                                                         |
| Réplica de "El Peromato" zamorano, instalada en 1987 en la Iglesia de San Juan Bautista |

|                                                   |
| El "Pedro Mato" arriero de la Catedral de Astorga |

El original que se colocara en 1642, en una de las reformas del chapitel de la torre, a modo de veleta, un antiguo arnés conformando la figura de un guerrero, popularmente conocido como Pero Mato. Una réplica fue emplazada en su lugar en 1987, exponiéndose el original en el Museo Provincial de Zamora en la denominada: Sala de la ciudad. Nunca el Peromato estuvo en algunas de las torres del Puente de Piedra. Además, una reinterpretación moderna de El Peromato, realizada en 1992 por el escultor zamorano Antonio Pedrero, está situada en el centro del puente de los Tres Árboles, frente a otra de La Gobierna obra del mismo autor.

## Peromato en la cultura zamorana
Existe una locución zamorana relacionada con su histórica veleta, y que dice así: «Ya está vuelto el Peromato». La misma sirve para indicar que alguien ha cambiado de parecer o que se vuelve atrás. Es tan popular que en Zamora se emplea como metonimia de veleta. El refranero zamorano posee una referencia al Pero mato:

Tres cosas tiene Zamora

que no las tiene Madrid:

Pero Mato y la Gobierna y el paseo de San Martín.

El Peromato fue empleado, debido a su popularidad, para denominar a un periódico de circunstancias que tuvo su tirada en 1882 en la provincia de Zamora.